# Helconidea meridionalis
Helconidea meridionalis är en stekelart som beskrevs av Van Achterberg 1987. Helconidea meridionalis ingår i släktet Helconidea och familjen bracksteklar. Inga underarter finns listade i Catalogue of Life.